# Beffroi de Thuin
Le beffroi de Thuin est un bâtiment historique de la ville belge de Thuin. Bien qu'historiquement accolé à une église, le clocher est devenu également une tour communale, le seul beffroi de la principauté de Liège.
Il est un des 56 beffrois de Belgique et de France classés depuis 1999 au patrimoine mondial de l'UNESCO.

## Histoire
La tour de l'ancienne collégiale Saint-Théodard, construite sans fondations sur la roche schisteuse, est incontestablement médiévale et doit dater de l'époque du plus grand essor de la ville. Plus précisément dans la période entre 1153 et 1164 lors des séjours du prince-évêque Henri de Leez qui décide de faire ériger une tour pour l'église, dont le chapitre date de cette époque.
Les dates plus récentes inscrites sur la muraille sont celles de restauration ou d'exhaussement du bâtiment originel.
Les fouilles entreprises sur la place du Chapitre à la fin du XXe siècle, révèlent l'existence de trois édifices religieux successifs. Une chapelle probablement carolingienne, une église romane dont le beffroi actuel était le clocher et une église gothique du XVIe siècle construite sur les vestiges de la précédente. Au moment de sa destruction en 1811, pour faire une « place à danser », la nef avait une longueur de 20 mètres et une largeur de 18 mètres. Elle se dressait à l'est de la tour sur le côté sud de la place du Chapitre.
L'évolution en fait en même temps qu'un clocher, une tour communale, le seul beffroi de la principauté de Liège,. Un compte de 1641 parle du « berfroy des cloches de ceste ville » et un accord intervenu en 1667 entre le Magistrat, pouvoir communal et le Chapitre, indiquent que chacun d'eux a le droit de posséder une clé du clocher.
Une tempête de 1662 détruit le toit du beffroi. La flèche actuelle est l'œuvre d'Everard, maître charpentier à Beaumont, avec l'aide d'Andry Dagnelie, charpentier thudinien. Jean-Baptiste Chermanne procède à une restauration sommaire des parements extérieurs de la tour et à des réparations importantes à la collégiale en 1754.
La tour étant « bien communal » échappe à la nationalisation des biens du clergé lors de l'annexion des territoires qui forment actuellement la Belgique par la France, et ainsi à la vente et démolition.
Touché par l'artillerie allemande le 24 août 1914, les dégâts subis par la flèche seront définitivement réparés en 1952 par les charpentiers Michot, père et fils, de Lobbes.
La dernière restauration date de 2004, date à laquelle le carillon fut automatisé pour jouer les heures et demi-heures[réf. nécessaire].

## Description

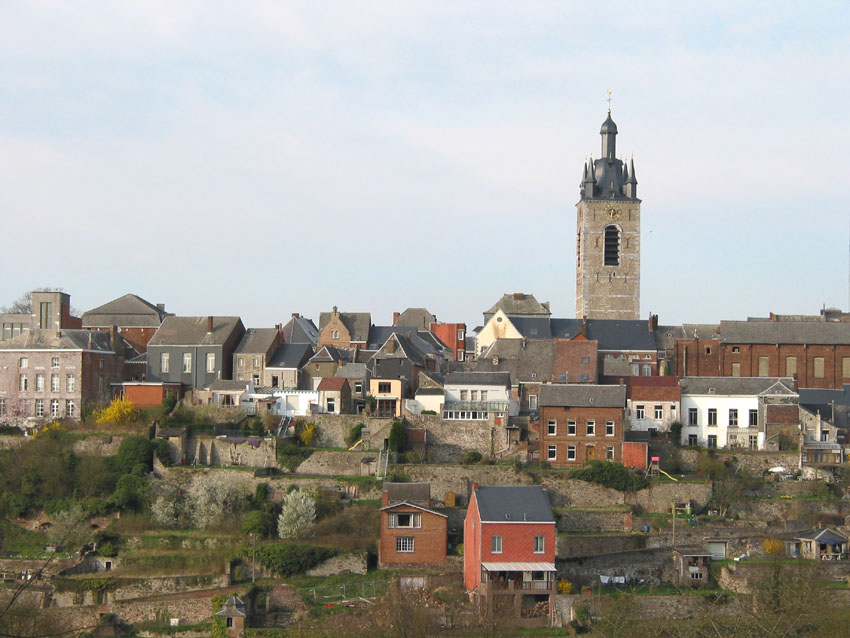
Le beffroi domine la partie haute de la ville

D'une hauteur totale de 60 mètres, le beffroi est une construction carrée, comportant sur un soubassement biseauté trois niveaux en moellons et grès aux angles harpés en calcaire. Le parement des quatre faces est animé par des bandeaux et des chaînes horizontales en calcaire, de plus en plus espacés vers le sommet. Ces bandeaux utilisent parfois des matériaux de remploi tels que des fragments en pierres à bossages ou comportant des épigraphes. 
La tour est coiffée d'une flèche campaniforme cantonnée de quatre clochetons polygonaux. La corniche en cavet est soutenue par des modillons en quart-de-rond.
Le niveau supérieur est éclairé de quatre grandes ouïes en plein-cintre bordées d'un encadrement à listel sous archivolte.
La face est de la tour porte les traces de la nef disparue. Jusque mi-hauteur, elle comporte une zone en moellons grossièrement assisés, limitée par la trace des rampants de la toiture du vaisseau. Cette partie fut jadis percées de trois baies superposées en plein cintre, dont une porte au rez-de-chaussée.
Sur le bas de la face sud sont scellés les armoiries de Pierre le Tassier et Nicolas de Bruxelles, bourgmestres en 1638-1639, lors de travaux entrepris sur la tour. Plus bas se trouvent deux niches vides qui devaient être celles de saint Lambert et saint Théodard. En dessous se trouve un cartouche contenant trois écus effacés soulignés d'une dédicace érodée et d'un cartouche plus petit indiquant « Thuin 1638 ».
La face ouest comporte un chronogramme de Jean-Baptiste Chermanne taillé sur la clé d'une ouverture.
Contre la face nord se trouve une tourelle d'escalier semi-circulaire avec une poivrière couverte d'ardoises, donnant accès au deuxième niveau.

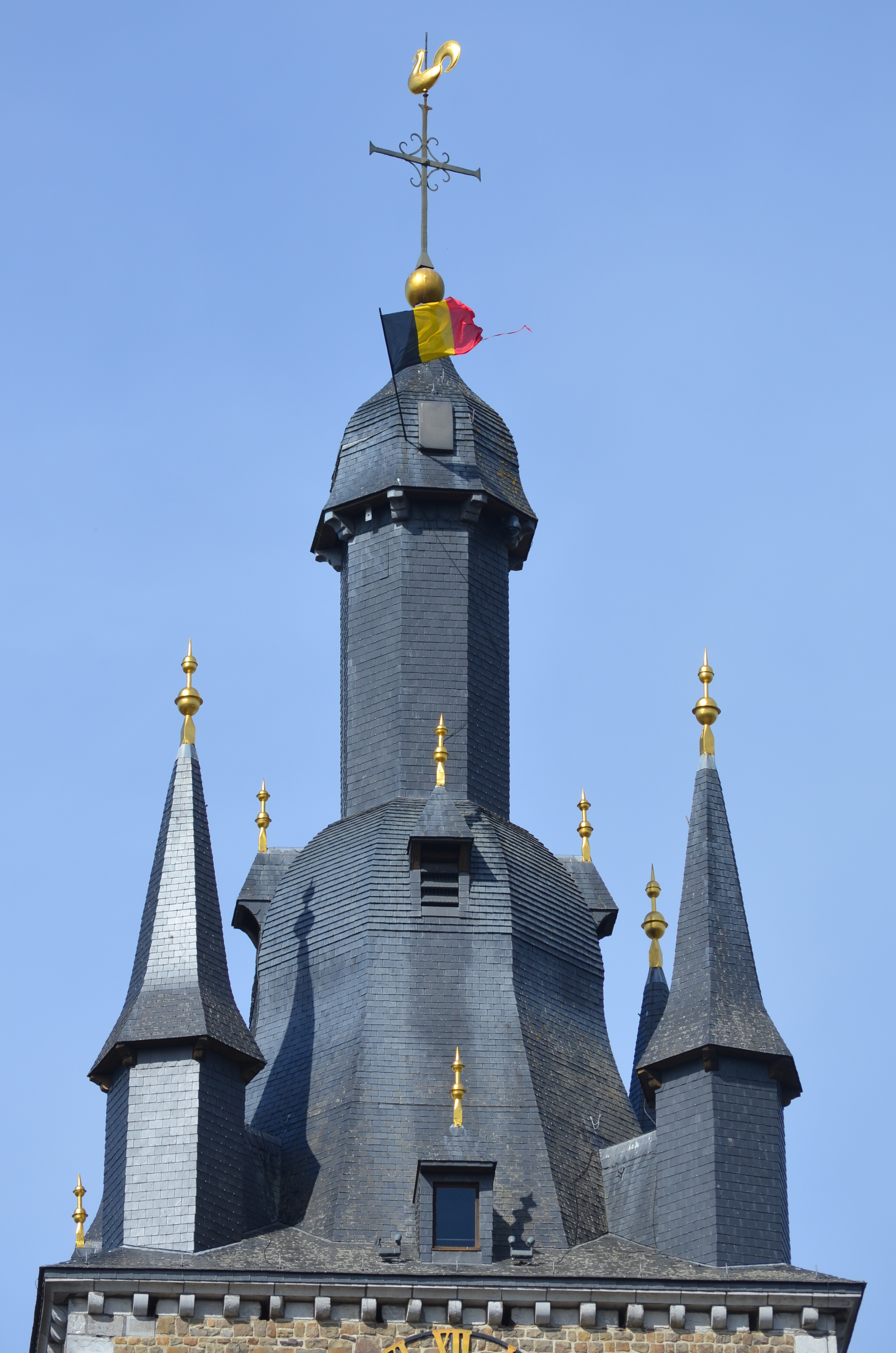
Flèche campaniforme cantonnée de quatre clochetons polygonaux.
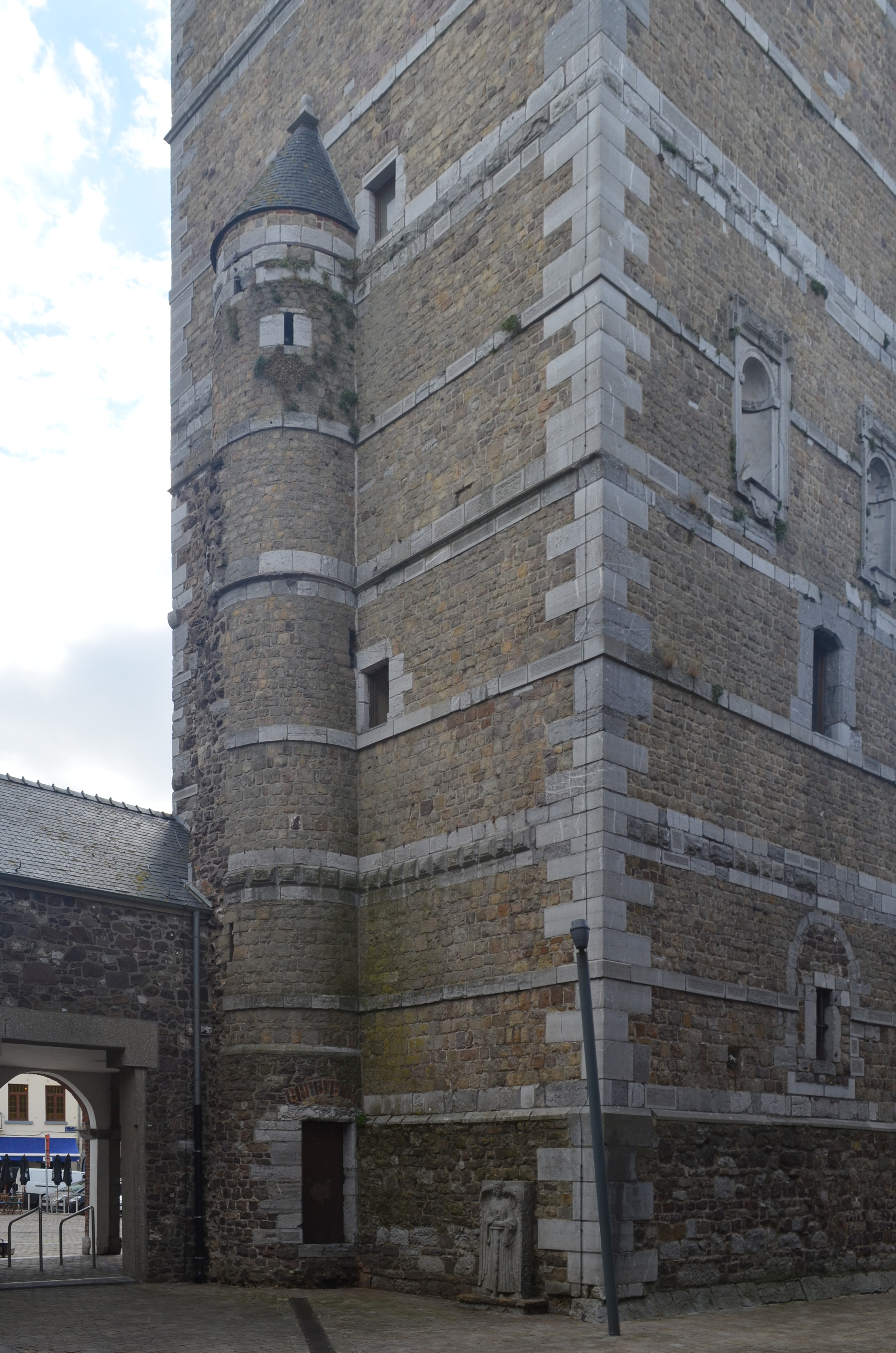
Tour d'escalier semi-circulaire avec poivrière sur la face nord.
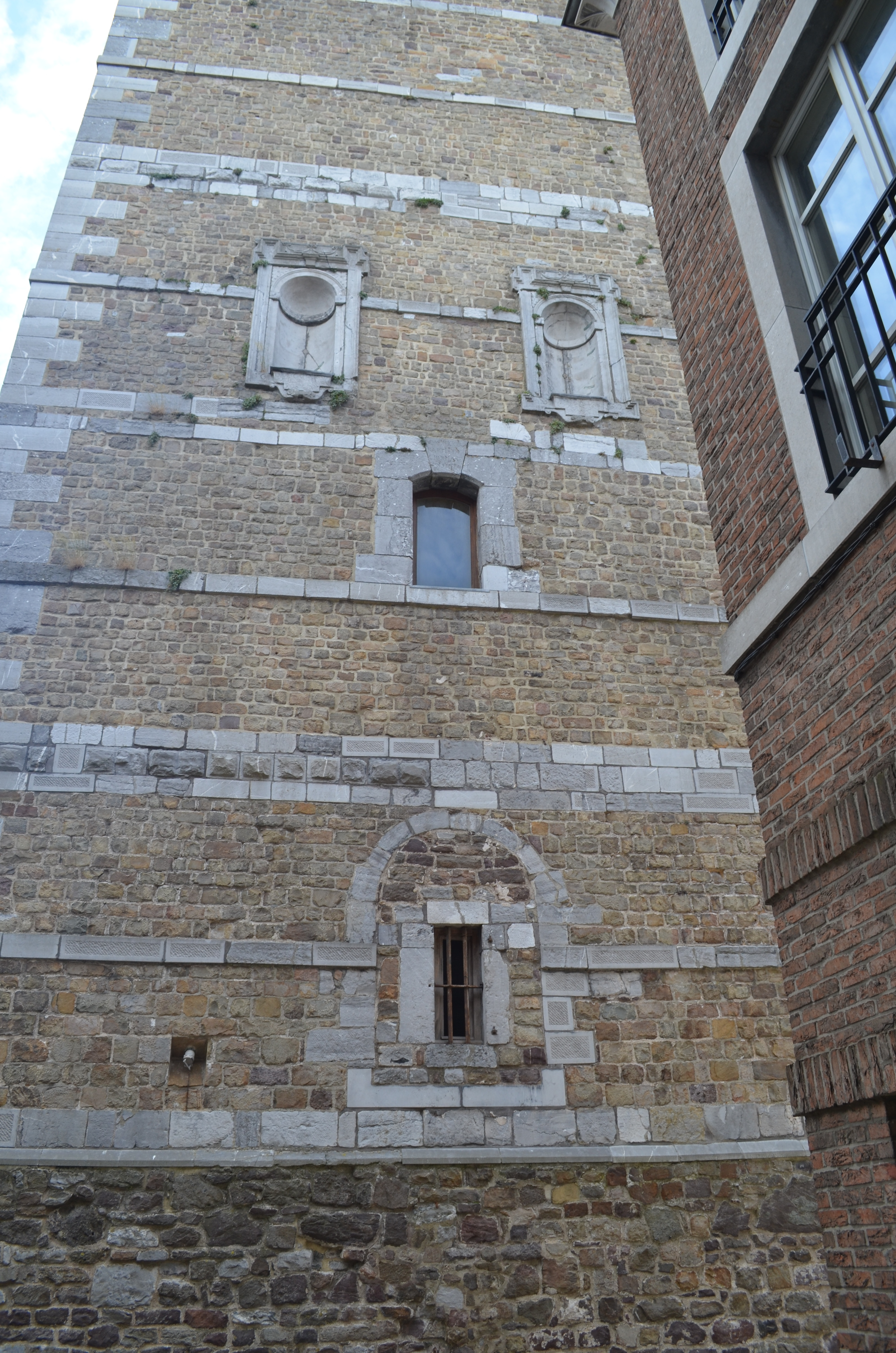
Face ouest avec le chronogramme dédié à Jean-Baptiste Chermanne surmontant une fenêtre.
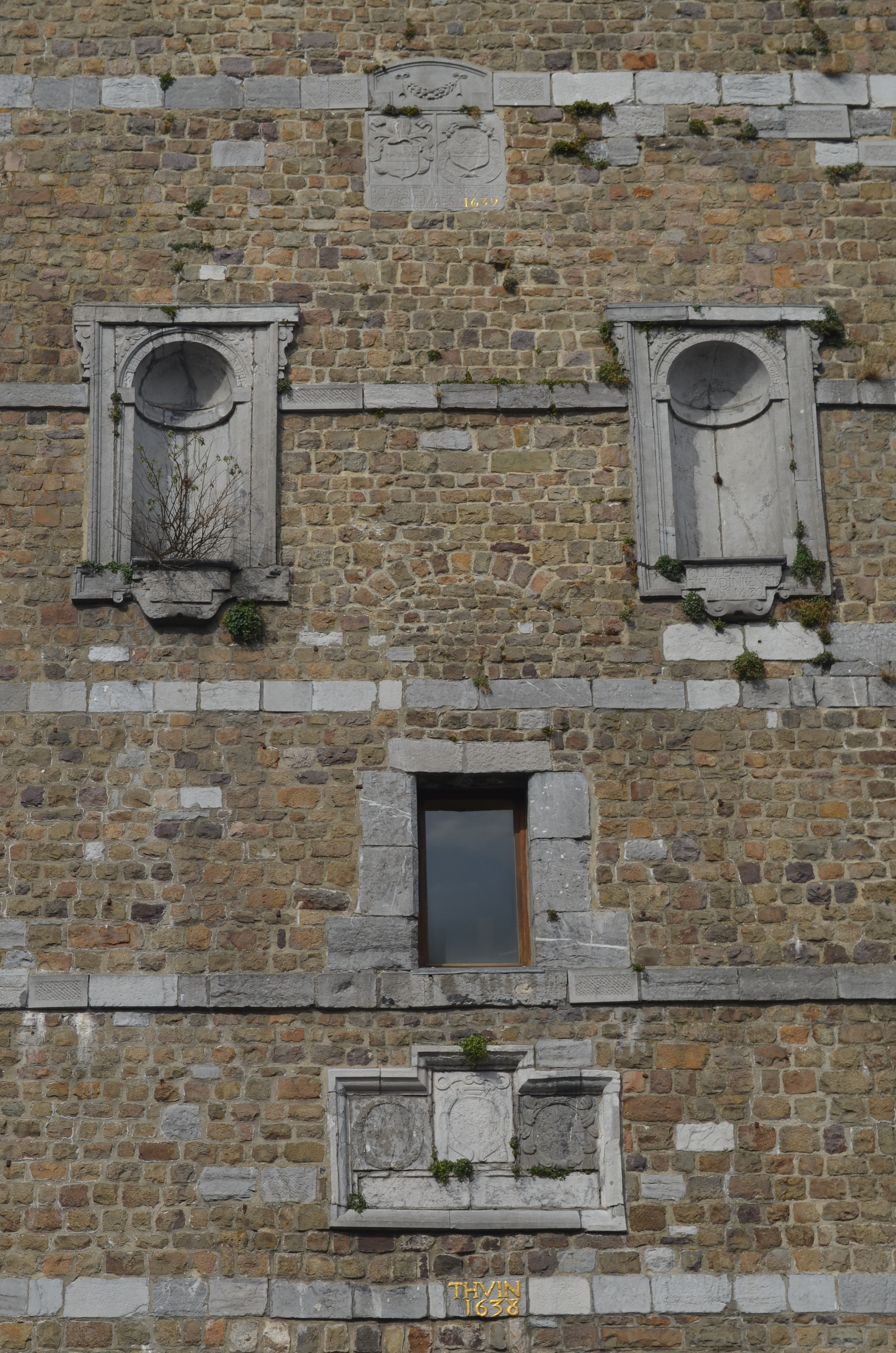
Détail de la face sud.
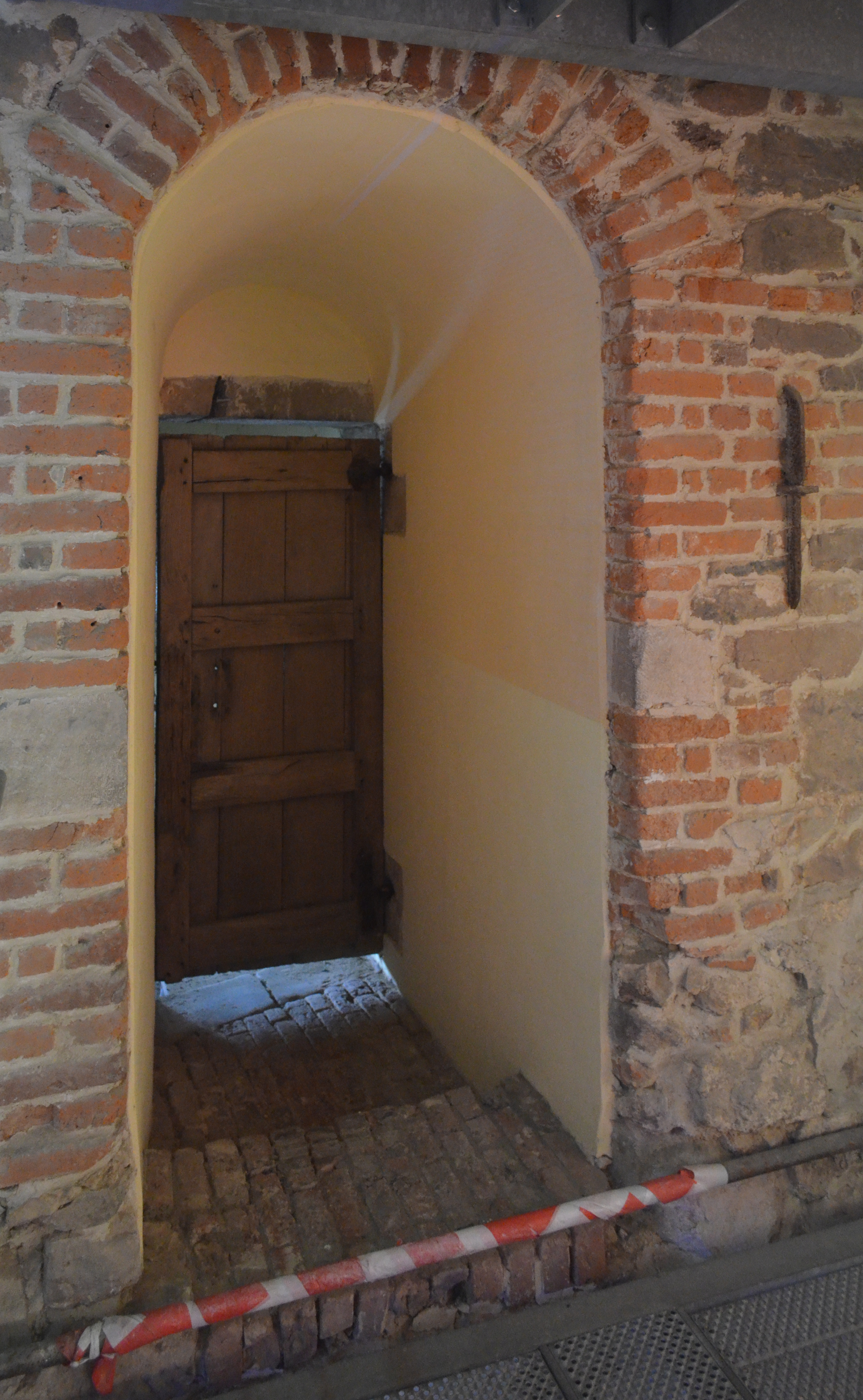
Porte de l'escalier de la face nord à l'intérieur de la tour.
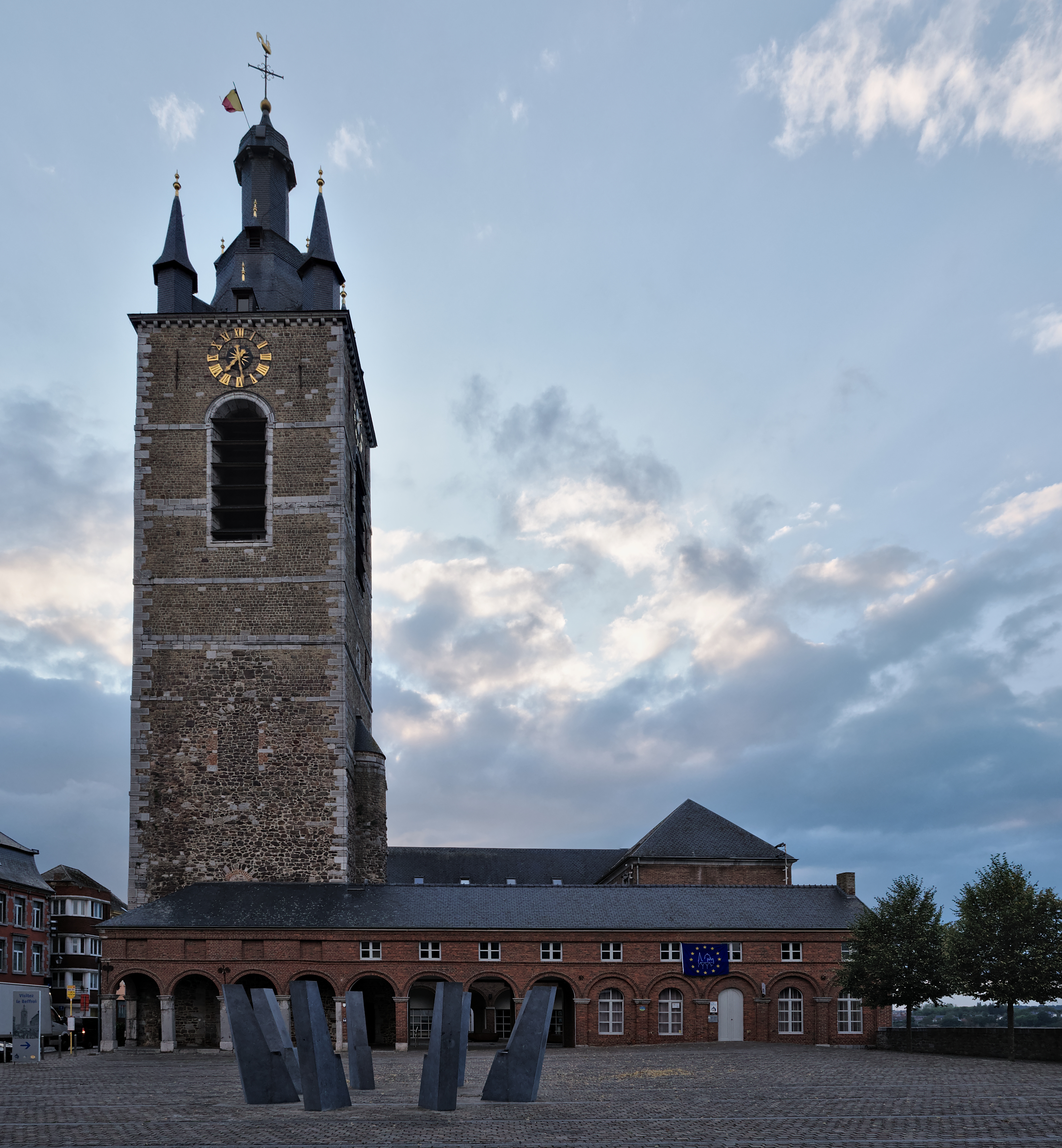
Face est depuis la place du Chapitre

## Carillon

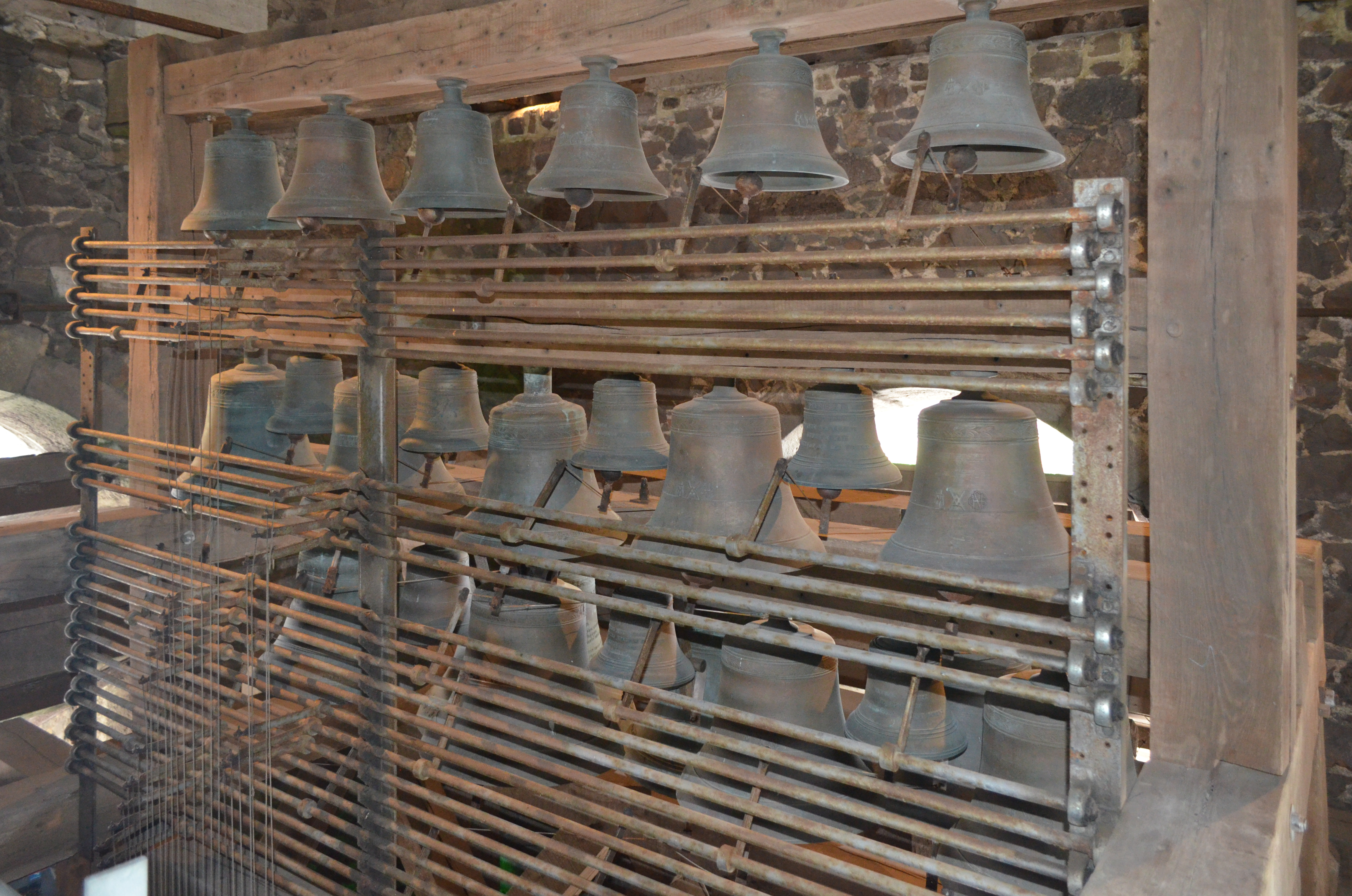
Carillon du beffroi de Thuin.

En 1765, le beffroi possédait quatre grosses cloches. Celles-ci furent refondues à l'initiative du Magistrat, ce qui entraina un conflit entre celui-ci et le Chapitre de la collégiale qui refusa de partager les frais. Le Magistrat dut dont supporter seul le coût de la fonte commandées, en 1763 à Levache et, en 1765 et 1766, à Pierre Monaux de Givet. Les deux cloches fondues par Monaux se trouvent toujours dans le beffroi. Il s'agit de la Paula, de 1765, et de la Maria, fondue en 1766.